# Fiat 502
De Fiat 502 is een model van het Italiaanse automerk FIAT dat werd geproduceerd tussen 1923 en 1926. De wagen kende zijn wereldpremière in 1924 op het Autosalon van Genève.
De 502 was in grote lijnen een facelift van zijn voorganger, de 501. Beide wagens waren mechanisch identiek aan elkaar, enkel had de 502 een grotere wielbasis en een hogere prijs. Zowel de 501 als de 502 werden in 1926 uit productie gehaald en vervangen door de 503.